# Bosnien och Hercegovina vid världsmästerskapen i friidrott 2022
Bosnien och Hercegovina tävlade vid världsmästerskapen i friidrott 2022 i Eugene i USA mellan den 15 och 24 juli 2022. Bosnien och Hercegovina hade en trupp på en idrottare.

## Resultat

### Herrar
Gång- och löpgrenar
| Idrottare          | Gren      | Försöksheat  | Försöksheat | Semifinal        | Semifinal        | Final            | Final            |
| Idrottare          | Gren      | Resultat     | Placering   | Resultat         | Placering        | Resultat         | Placering        |
| ------------------ | --------- | ------------ | ----------- | ---------------- | ---------------- | ---------------- | ---------------- |
| Abedin Mujezinović | 800 meter | 1.46,26 0SB0 | 18          | Gick inte vidare | Gick inte vidare | Gick inte vidare | Gick inte vidare |